# 奴隶社会
奴隶社会（德語：Sklavenhaltergesellschaft）是一个马克思主义用语，通过奴隶劳动创造和积累的价值而产生财富，而构建于这一财富至上的社会形态即为奴隶社会。其他相关社会还包括原始社会、封建社会、资本主义社会、社会主义社会。恩格斯在《家庭、私有制和国家的起源》中认为“奴隶制是人类历史上第一种剥削形式，此后的形式包括中世纪的农奴制，以及现代的工资制”。